# Miki (radioodbiornik)

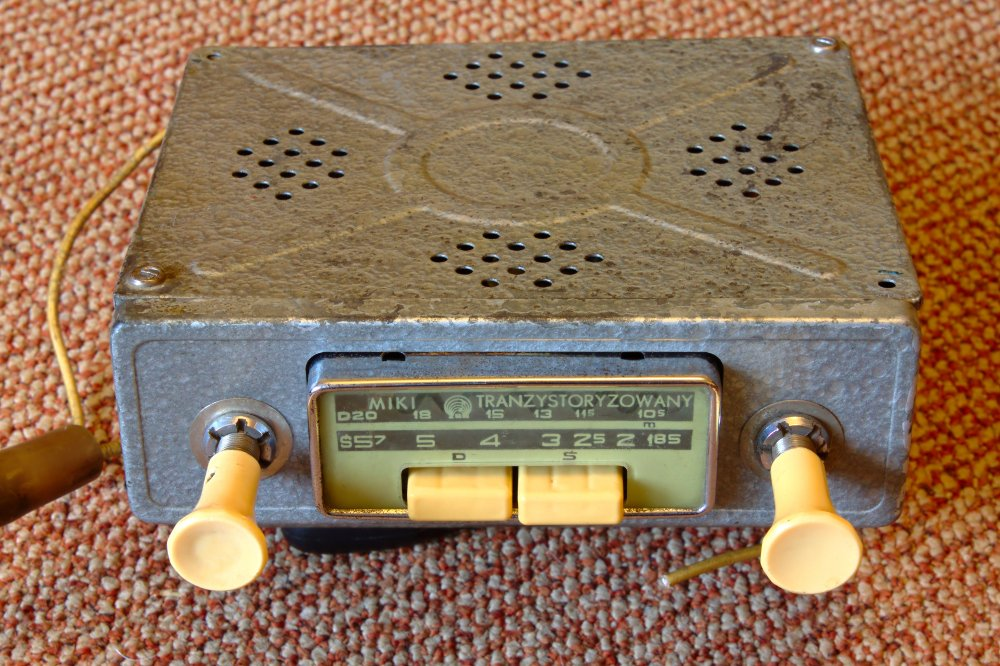
Odbiornik radiowy Miki

Miki – pierwszy polski samochodowy odbiornik radiowy zawierający tranzystor.

## Opis
Radioodbiornik samochodowy Miki był produkowany w Zakładach Radiowych im. Marcina Kasprzaka (ZRK) na początku lat 60. XX wieku. Był określany przez producenta jako „tranzystorowany”, gdyż był zbudowany głównie na lampach, ale zawierał jeden tranzystor - typu TG70, pracujący w stopniu końcowym wzmacniacza małej częstotliwości. To jedyne tego rodzaju urządzenie produkowane w Polsce. Poprzedni odbiornik samochodowy (Żerań) był całkowicie lampowy, a następny (Admirał) całkowicie tranzystorowy.
Był również jedynym polskim radioodbiornikiem zawierającym lampy elektronowe przystosowane do pracy z niskim napięciem anodowym 12V. Nie były one produkowane w Polsce i pochodziły całkowicie z importu. Opis techniczny i schemat opublikowano w miesięczniku „Radioamator”.

## Podstawowe parametry i właściwości
| lampy i tranzystory:      | EF97 (wzmacniacz w.cz.), ECH83 (mieszacz i heterodyna), EBF83 (wzmacniacz p.cz. i detektor), EF98 (wzmacniacz m.cz.), tranzystor TG70 (lub importowany OC16) |
| znamionowa moc wyjściowa: | 1.5 W |
| zakresy fal:              | średnie 185..576m (1620..520kHz), długie 1050..2000m (285..150kHz)                                                                                           |
| czułość:                  | 30μV dla fal średnich i 60μV dla fal długich |
| zasilanie                 | akumulator samochodowy 12 V, plus lub minus na masie |